# Dariusz Adamek
Dariusz Marian Adamek – polski profesor nauk medycznych. Specjalizuje się w zagadnieniach z zakresu patomorfologii. Profesor nadzwyczajny i kierownik Katedry Patomorfologii na Wydziale Lekarskim Collegium Medicum Uniwersytetu Jagiellońskiego. Pracownik naukowy Instytutu Neurologii na tej uczelni.

## Życiorys
Absolwent studiów medycznych na Akademii Medycznej im. Mikołaja Kopernika w Krakowie (rocznik 1980, obecnie Wydział Lekarski Collegium Medicum Uniwersytetu Jagiellońskiego). Doktoryzował się w 1994 roku na podstawie pracy zatytułowanej Morfometryczna ocena ekspresji antygenowej GFAP w guzach glejopochodnych ośrodkowego układu nerwowego. Habilitację uzyskał w 2003 na podstawie rozprawy pt. Doświadczalny uraz rdzenia kręgowego w ocenie neuropatologicznej i w porównaniu z obrazowaniem zmian dyfuzji wody techniką magnetycznego rezonansu jądrowego.
Tytuł profesora nauk medycznych nadano mu 5 lutego 2019 roku.
Współautor książek: Wybrane zagadnienia patologii klinicznej: podręcznik dla studentów i lekarzy  oraz Wokół depresji: problemy farmakoterapii depresji i współistniejących schorzeń: praca zbiorowa .